# Кондратешты
Кондратешты, Кондрэтешть (рум. Condrăteşti) — село в Унгенском районе Молдавии. Является административным центром коммуны Кондратешты, включающей также село Куртоая.

## География
Село расположено на высоте 137 метров над уровнем моря.

## Население
По данным переписи населения 2004 года, в селе Кондрэтешть проживает 1083 человека (524 мужчины, 559 женщин).
Этнический состав села:
| Национальность | Число жителей | Процентный состав |
| -------------- | ------------- | ----------------- |
| молдаване      | 1061          | 97,97             |
| румыны         | 14            | 1,29              |
| гагаузы        | 4             | 0,37              |
| украинцы       | 2             | 0,18              |
| русские        | 2             | 0,18              |
| Всего          | 1083          | 100 %             |